# Marisa Xandri Pujol
Marisa Xandri Pujol (Vic, 9 de desembre de 1973) és una periodista i política catalana, diputada al Parlament de Catalunya en la novena i l'onzena legislatures.
És llicenciada en ciències de la informació per la Universitat de Navarra i ha exercit com a periodista en diversos mitjans. Militant del Partido Popular de Lleida, en fou nomenada subsecretària d'organització en desembre de 2008, i en aquesta qualitat fou coordinadora de la campanya electoral de les eleccions al Parlament Europeu de 2009.
Ha estat escollida diputada per la província de Lleida a les eleccions al Parlament de Catalunya de 2010 i 2012. Ha estat vicepresidenta de la Comissió d'Agricultura, membre de la Comissió de Benestar i portaveu de la Comissió de Control de la Corporació Catalana de Mitjans Audiovisuals. Se l'ha acusat d'aprofitar el seu càrrec per posar sota el seu punt de mira alguns periodistes de TV3 com Xavi Valls i Lídia Heredia Soler. La direcció del partit va decidir que a les eleccions al Parlament de Catalunya de 2015 encapçalés la llista del Partido Popular per Lleida en comptes de Dolors López i Aguilar.